# 贺国强
贺国强（1943年10月1日—），湖南湘乡人，中国共产党和中华人民共和国政治人物，原正国级领导人。1966年1月加入中國共產黨，1966年9月參加工作，北京化工學院無機化工系無機物工學專業畢業，大學學歷，高級工程師，原正国级领导人，是第十七届中共中央政治局常委、中共中央纪律检查委员会书记。
曾任中共山东省济南市委书记，1991年任化学工业部副部长，1996年調任福建省省长，同年调任重庆市委书记。2002年11月被提拔为中共中央政治局委员、中央书记处书记並兼任中共中央組織部部长，负责中共黨组织工作。2007年10月22日，贺国强當選中共中央政治局常委（排名第八）兼中共中央纪律检查委员会书记。2012年11月退休。

## 簡歷
- 1961年9月-1966年9月 北京化工学院无机化工系无机物专业学习
- 1966年9月-1967年9月 留校待分配
- 1967年9月-1978年7月 山东鲁南化肥厂合成车间技术员、车间主任、车间党支部书记
- 1978年7月-1980年11月 山东鲁南化肥厂副厂长兼副总工程师
- 1980年11月-1982年3月 山东省化学石油工业厅调度室主任
- 1982年3月-1984年1月 山东省化学石油工业厅副厅长
- 1984年1月-1986年3月 山东省化学石油工业厅厅长
- 1986年3月-1987年7月 山东省委常委、济南市委副书记
- 1987年7月-1991年2月 山东省委常委、济南市委书记
- 1991年2月-1996年10月 化学工业部副部长、党组副书记
- 1996年10月-1997年4月 福建省委副书记、副省长、代省长
- 1997年4月-1999年6月 福建省委副书记、省长
- 1999年6月-2002年10月 重庆市委书记
- 2002年10月-2002年11月 中共中央组织部部长
- 2002年11月-2007年10月 中共中央政治局委员、中央书记处书记，中央组织部部长
- 2007年10月-2012年11月 中共中央政治局常委、中央紀委書記

中共第十二届、十三届、十四届中央候补委员，十五届、十六、十七届中央委员，十六届中央政治局委员、中央书记处书记，十七届中央政治局常委，中纪委书记。

## 著作
- 《贺国强党建工作文集》（上下）人民出版社2014-01

讲话和报告
- 《在宁夏回族自治区成立五十周年庆祝大会上的讲话》（２００８年９月２３日）
- 《全面贯彻党的十七届四中全会精神深入推进党风廉政建设和反腐败斗争——在中国共产党第十七届中央纪律检查委员会第五次全体会议上的工作报告》（２０１０年１月１１日）
- 《认清形势 坚定信心 深入推进党风廉政建设和反腐败斗争》2011年4月1日在中央党校所作专题报告的第一部分，人民网-人民日报

## 家庭
- 妻子：张秀玲。
  - 大儿子：贺锦涛（1971年6月7日—），参与过广东国际投资信托公司的改组，近期创建了私募基金Nepoch Capital，曾与摩根斯坦利、华润集团合作多个投资项目，妻子子女移民美国旧金山，从事房地产和酒店投资。 在华润集团原董事长宋林落马后，贺国强也被媒体认为参与其中[1][2]。
    - 儿媳：廖颖。

  - 二儿子：贺锦磊，国家开发银行金融公司副总裁[3], 前北京北大资源研修学院校长、校党支部书记，妻子子女移民美国旧金山。
- 弟弟贺锡强，华东电网有限公司总经理，中国南方电网副总经理，曾任中共浙江省电力公司党组书记。